# Inessa Iwanowna Lomakina
Inessa Iwanowna Lomakina (russisch Инесса Ивановна Ломакина; * 17. September 1930 in Leningrad; † 22. Mai 2007 in St. Petersburg) war eine sowjetische bzw. russische Journalistin und Schriftstellerin.

## Leben
Lomakina studierte an der Universität Leningrad in der Abteilung für Russische Sprache und Psychologie der Philologie-Fakultät mit Abschluss 1953 und arbeitete dann als Lehrerin für russische Sprache und Literatur an der Schule.
Als ihr Mann, ein Geologe, in die Mongolei abgeordnet wurde, reiste Lomakina 1961 erstmals in dieses Land. Sie fand Gefallen an dem  Land und den Menschen dort, sodass sie sich am gesellschaftlichen Leben beteiligte und journalistisch tätig wurde. Sie arbeitete 1961–1966 und 1968–1970 in der Mongolei als Korrespondentin der Sowetskaja kultura und der Literaturnaja gaseta. Mit der mongolischen Zeitschrift Moderne Mongolei arbeitete sie zusammen und schrieb Artikel unter dem Pseudonym Enche.
Mit ihren Veröffentlichungen widmete sich Lomakina der Geschichte und Kultur der Mongolei und insbesondere der Bildenden Kunst. Für das Allgemeine Künstlerlexikon schrieb sie mehr als 100 kurze Artikel über Persönlichkeiten der Mongolei. Sie widmete  ein Buch dem Kriegsfürsten Dscha Lama, der in den 1910er Jahren die Befreiungsbewegung gegen die Qing-Dynastie anführte. In ihrem Buch über den 13. Dalai Lama Thubten Gyatsho stellte sie seine dramatischen Fluchten vor den Briten und den Chinesen am Anfang des 20. Jahrhunderts nach Urga dar.
Neben ihren Veröffentlichungen mit Bezug auf die Mongolei schrieb Lomakina insbesondere über Pjotr Tschaikowski, Nicholas Roerich, Anna Wyrubowa, Lilja Brik, die Familie Benois und Baron Roman von Ungern-Sternberg.

## Ehrungen, Preise
- Polarstern-Orden der Mongolei